# Gerolamo De Franchi Conestagio
Gerolamo De Franchi Conestagio, o  Gerolamo Franci Conestaggio (Genova, 1530 circa – 1617 circa), è stato un mercante, letterato e storico italiano.

## Biografia
Non si sa molto sulla vita di Gerolamo De Franchi Conestagio. Nato a Genova, visse soprattutto nelle Fiandre, all'epoca possedimento spagnolo, dove esercitò la mercatura ed ebbe rapporti con altri mercanti colti genovesi (Ambrogio Schiappalaria, Pier Francesco Moneglia Cicala, Benedetto Moneglia, Gerolamo Scorza, Desiderio Bondinario) con i quali nel 1552, ad Anversa, costituì l'Accademia letteraria dei Confusi, sotto la guida dello Schiappalaria. Conestagio, con il soprannome di Attonito, svolse attività poetica e alcune sue composizioni furono pubblicate in antologie poetiche.
Nel 1576 Conestagio si trasferì a Lisbona. Nella capitale portoghese ebbe rapporti con l'ambasciatore del re di Spagna Juan de Silva (1528–1601) e con lo stesso re Sebastiano; rimase a Lisbona almeno fino al 1580, anno in cui in Portogallo fu annesso alla Spagna. Gli avvenimenti di cui fu testimone oculare in Portogallo furono utilizzati dal Conestagio nell'opera Dell'unione del regno di Portogallo alla corona di Castiglia pubblicata a Genova nel 1585. L'avversione alla Spagna di quest'opera è presente anche nella successiva opera storica del Conestagio, Delle guerre della Germania Inferiore, avente per oggetto la rivolta antispagnola intercorsa nel periodo 1566-1579 nelle Fiandre (la "Germania Inferiore", per l'appunto), pubblicata a Venezia nel 1614 e l'anno successivo a Colonia. L'opera non fu diffusa nei paesi sotto il dominio spagnolo nei quali anzi nel 1619 (quando il Conestagio era già morto) fu diffuso un libello che attaccava l'opera del Conestagio ; nel libello si sosteneva fra l'altro che Dell'unione del regno di Portogallo alla corona di Castiglia sarebbe stata un plagio ai danni del suddetto Juan de Silva.

## Opere

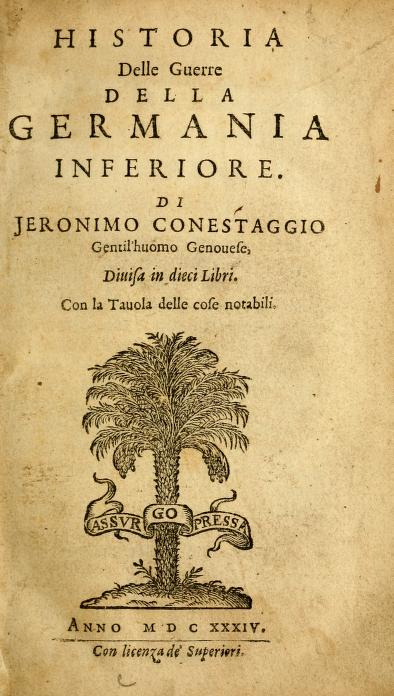
Frontespizio dellHistoria delle guerre della Germania Inferiore (1614)

- Dell'vnione del regno di Portogallo alla corona di Castiglia. Istoria del sig. Ieronimo de Franchi Conestaggio gentilhuomo genouese, In Genoua: appresso Girolamo Bartoli, 1585 (In Google libri: edizione Venezia: appresso Paulo Vgolino, 1592). Il Dell'unione del Conestaggio fu tradotto nelle principali lingue europee. La prima ad apparire fu una traduzione in tedesco, risalente al 1589 (opera Albrecht Fursten), alla quale seguirono varie edizioni della traduzione francese di Thomas Nardin (Besançon, 1596; Arras, 1600; Besançon, 1601; Arras, 1613; Parigi, 1680). Nel 1600 apparve la traduzione inglese di Edward Blount, dedicata al patrono di Shakespeare, il conte di Southampton Henry Wriothesley. Nel 1602 fece la sua comparsa anche una traduzione in latino edita a Francoforte, seguita da un'altra l'anno successivo (1603) all'interno di un'opera collettanea. La prima traduzione in spagnolo uscì a Barcellona nel 1610. In realtà l'opera era stata tradotta quasi immediatamente in castigliano dal portoghese Diogo de Aguiar (1587), ma non era stata pubblicata.
- A Nicolo Petrococcino proueditor di casa d'India. Ieronimo Conestaggio. Relatione dell'apparecchio per sorprendere Algieri, In Genoua: appresso Giuseppe Pauoni, 1601
- Historia delle guerre della Germania inferiore, istoria di Ieronimo Conestaggio... Parte prima. Diuisa in dieci libri, In Venetia: appresso Antonio Pinelli, 1614 (In Google libri: Leyden: Elziver, 1634)